# Comuna de Łubnice
Łubnice (polaco: Gmina Łubnice) é uma gminy (comuna) na Polónia, na voivodia de Lodz e no condado de Wieruszowski. A sede do condado é a cidade de Łubnice.
De acordo com os censos de 2004, a comuna tem 4160 habitantes, com uma densidade 68,3 hab/km².

## Área
Estende-se por uma área de 60,9 km², incluindo:
- área agricola: 87%
- área florestal: 10%

## Demografia
Dados de 30 de Junho 2004:
|                      | Total   | Total | Mulheres | Mulheres | Homens  | Homens |
| -------------------- | ------- | ----- | -------- | -------- | ------- | ------ |
|                      | pessoas | %     | pessoas  | %        | pessoas | %      |
| População            | 4160    | 100   | 2085     | 50,1     | 2075    | 49,9   |
| Densidade (pop./km²) | 68,3    | 100   | 34,2     | 34,2     | 34,1    | 34,1   |

De acordo com dados de 2002, o rendimento médio per capita ascendia a 1331,31 zł.

## Subdivisões
- Andrzejów, Dzietrzkowice, Kolonia Dzietrzkowice, Ludwinów, Łubnice, Wójcin.

## Comunas vizinhas
- Biała, Bolesławiec, Byczyna, Czastary, Gorzów Śląski, Skomlin